# Pitti Hecht

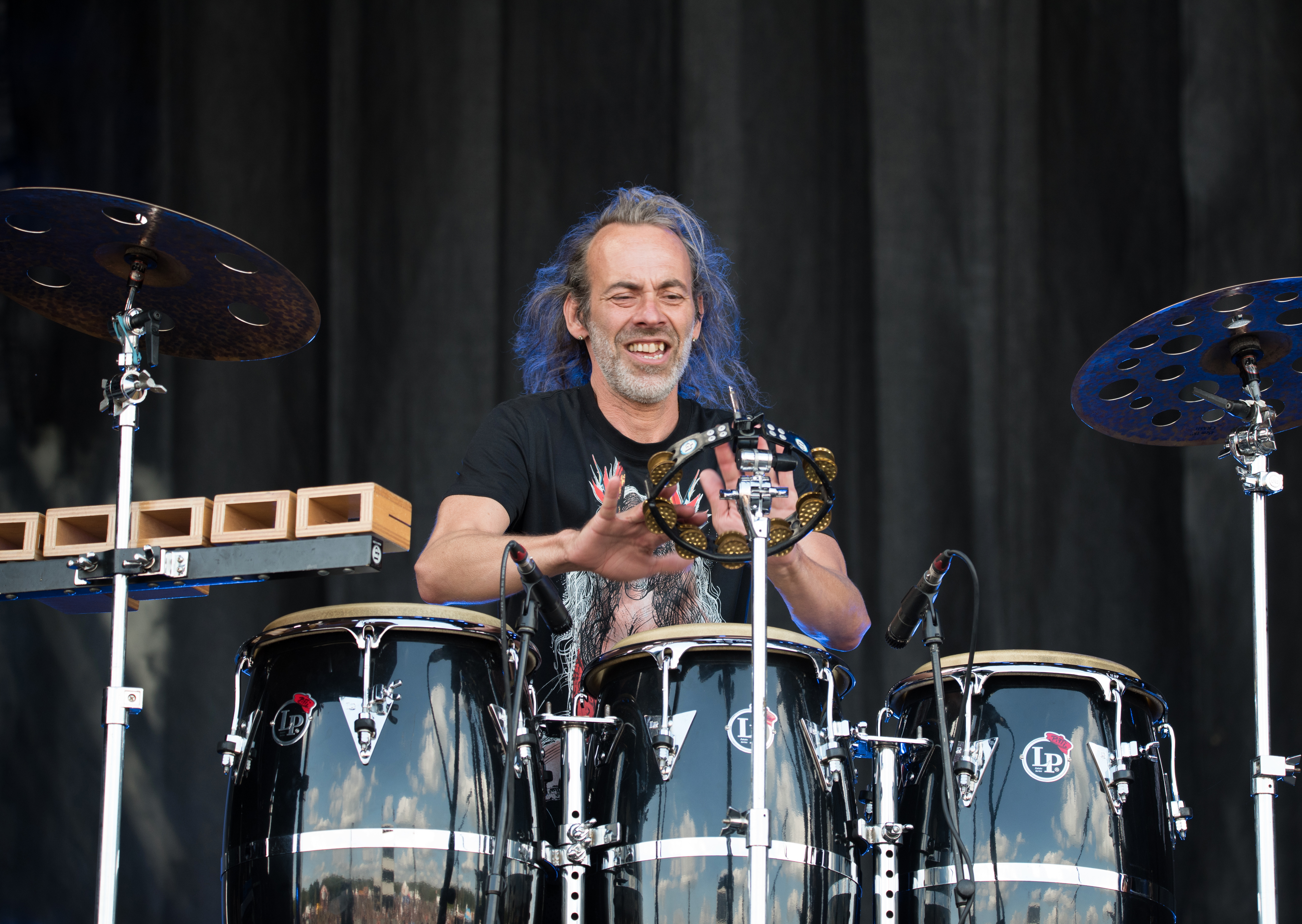
Pitti Hecht (2018)

Markus „Pitti“ Hecht (* 29. Juli 1965) ist ein deutscher Perkussionist und Schlagzeuger.
Hecht hat mit 13 Jahren angefangen, Schlagzeug und Perkussion zu spielen. Er arbeitete mit Randy Crawford (Cajun Moon, Naked and True), Axxis und den Scorpions (Pure Instinct, MTV Unplugged), aber auch mit The Platters, Sheila E., Chick Corea, Dianne Reeves, Bröselmaschine sowie deutschen Größen wie Paul Kuhn, Roger Cicero, den Bläck Fööss, De Höhner, Paveier, Bernd Stelter, Roberto Blanco und Peter Herbolzheimer. Er legte die Solo-Alben Conga Love und Samba Party vor. Weiterhin veröffentlichte er Übungs-CDs wie Pitti Hecht's Percussion-DVD: Über 50 Percussion-Instrumente mit Schlagtechnik und die Lehrbücher Bongo lernen leicht gemacht, Bongo Basics: Lesen, hören und spielen! und Voggy's und PiTTi's Bongo-Schule.
Hecht ist Fachautor für Schlaginstrumente in deutschen Musikmagazinen. Er wurde ins Guinness Buch der Rekorde eingetragen, nachdem er am 7. Juni 1990 auf einem Riff vor Fuerteventura eine Stunde lang auf seiner Conga trommelte.